# Mineração em águas profundas
A mineração em águas profundas é a extração de minerais do fundo do oceano encontrados em profundidades de 200 metros a 6500 metros. Em 2021, a maioria dos esforços de mineração marinha limitavam-se às águas costeiras rasas, onde a areia, o estanho e os diamantes são mais facilmente acessíveis. É um subcampo crescente de mineração experimental no fundo do mar. Três tipos de mineração em águas profundas geram interesse: mineração de nódulos polimetálicos, mineração de sulfeto polimetálico e crostas de ferromanganês ricas em cobalto. A maioria dos locais propostos estão perto de nódulos polimetálicos ou fontes hidrotermais ativas e extintas entre 1400 a 3700 metros de profundidade. As aberturas criam depósitos globulares ou "maciços" de sulfeto que contêm metais valiosos como prata, ouro, cobre, manganês, cobalto e zinco. As jazidas são extraídas por meio de bombas hidráulicas ou sistemas de caçambas que transportam o minério até a superfície para processamento.
Os minerais marinhos incluem minerais dragados e do fundo do mar. Os minerais dragados no mar são normalmente extraídos através de operações de dragagem nas zonas costeiras, a profundidades de cerca de 200 m. Os minerais normalmente extraídos destas profundezas incluem areia, silte e lama para fins de construção, areias ricas em minerais, como ilmenita e diamantes.

## Locais de mineração
Os locais de mineração oceânica ficam geralmente em torno de grandes áreas de nódulos polimetálicos ou fontes hidrotermais ativas e extintas, a cerca de 3.000 a 6.500 metros abaixo da superfície do oceano. As aberturas criam depósitos de sulfeto, que contêm metais preciosos como prata, ouro, cobre, manganês, cobalto e zinco. As jazidas são extraídas por meio de bombas hidráulicas ou sistemas de caçambas que levam o minério à superfície para ser processado.

## Tipos de minerais
| Tipo de depósito mineral                 | Profundidade média | Recursos encontrados                                        |
| ---------------------------------------- | ------------------ | ----------------------------------------------------------- |
| Nódulos polimetálicos Nódulo de manganês | 4.000 – 6.000 m    | Níquel, cobre, cobalto e manganês                           |
| Crostas de manganês                      | 800 – 2.400m       | Principalmente cobalto, algum vanádio, molibdênio e platina |
| Depósitos de sulfeto                     | 1.400 – 3.700 m    | Cobre, chumbo e zinco, um pouco de ouro e prata             |

## Métodos de extração
Cada um dos diferentes recursos de mineração em águas profundas envolverá tecnologias diferentes.
Avanços tecnológicos recentes deram origem ao uso de veículos operados remotamente (ROVs) para coletar amostras minerais de possíveis locais de mineração. Usando brocas e outras ferramentas de corte, os ROVs obtêm amostras para serem analisadas em busca de materiais preciosos. Uma vez localizado um local, um navio ou estação de mineração é montado para explorar a área.

## Impactos ambientais
Tal como acontece com todas as operações de mineração, a mineração em águas profundas levanta questões sobre potenciais danos ambientais às áreas circundantes. Como a mineração em alto mar é um campo relativamente novo, as consequências completas das operações de mineração em grande escala estão sob investigação.
A tecnologia mais recente que está a ser desenvolvida tem o potencial de evitar plumas de sedimentos e utilizar tecnologia de coleta selectiva. A coleta seletiva evita a coleta de nódulos que contenham vida e pode ser programada para deixar para trás uma porcentagem dos nódulos para manter o habitat. Isto não é possível com máquinas coletoras de dragagem.